# 유안국 (온수후)
유안국(劉安國, ? ~ ?)은 전한 후기의 제후로, 교동애왕의 아들이다.

## 생애
시원 5년(기원전 82년), 온수후(溫水侯)에 봉해졌다.
본시 2년(기원전 72년), 선제에게 요사스런 내용의 글을 올렸다. 죄는 사면받았으나, 작위는 박탈되었다.

## 출전
- 반고, 《한서》 권15하 왕자후표 下

| 선대 (첫 봉건) | 전한의 온수후 기원전 82년 6월 신축일 ~ 기원전 72년 | 후대 (봉국 폐지) |